# Carucedo

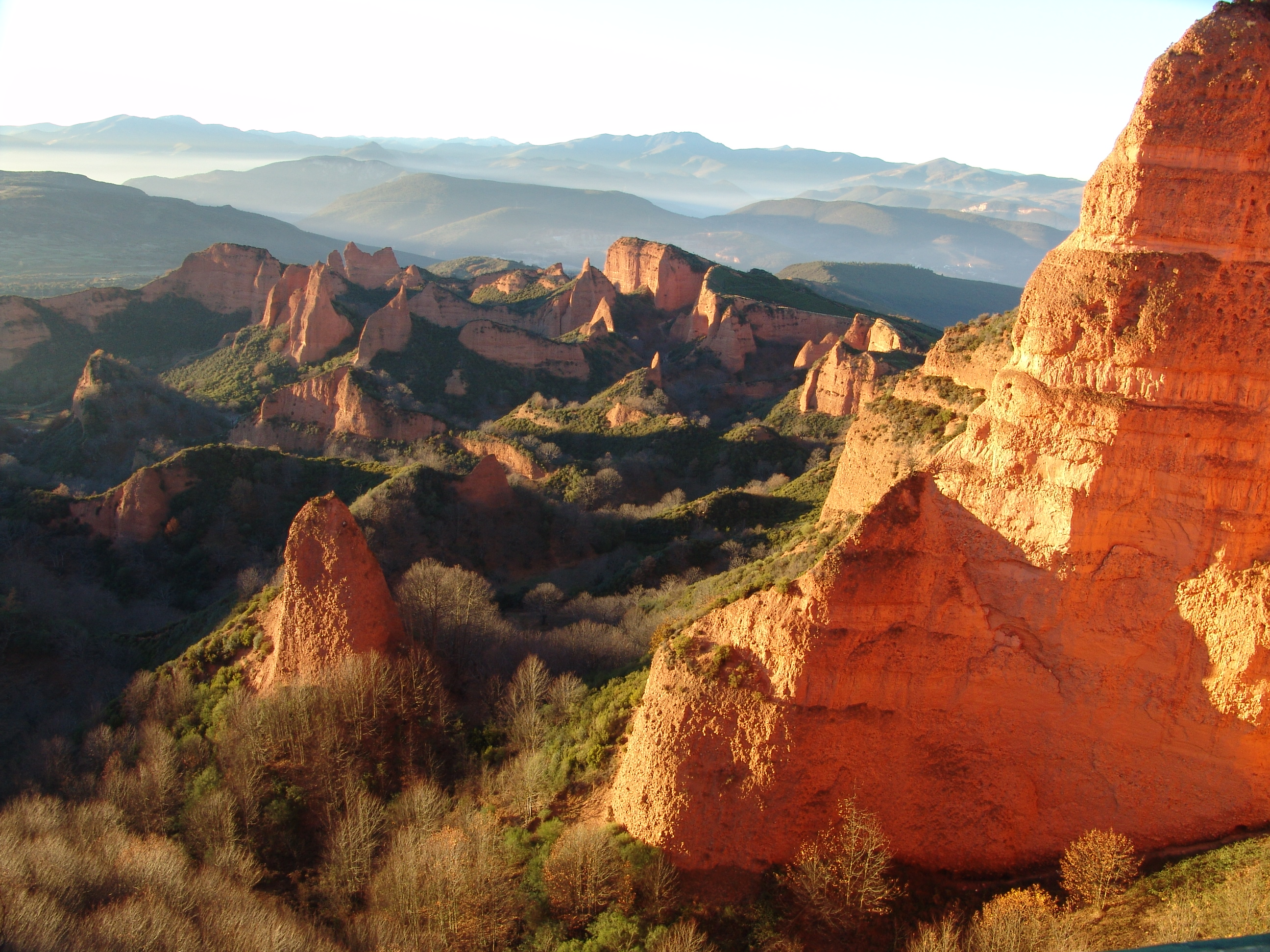
Panorama van Las Médulas

Carucedo is een Spaanse gemeente in de comarca El Bierzo van de provincie León, deel van de autonome regio Castilië en León. Volgens de bevolkingscijfers van het INE van 2023 heeft de gemeente 495 inwoners.
Het is een van de gemeenten in León waar Galicisch wordt gesproken, hoewel in de uitspraak belangrijke kenmerken van het Leonees klinken.
De gemeente omvat de plaatsen La Barosa, Campanana, El Carril, Carucedo, Lago de Carucedo, Las Médulas en Villarrando.
Het reliëf van de gemeente wordt gedomineerd door het emblematische natuurmonument van Las Médulas, een archeologische vindplaats van Romeinse oorsprong (waar in een open mijnsite goud werd opgegraven) die een uniek landschap heeft achtergelaten. Het gebied wordt in het noorden begrensd door de bergachtige hoogte die bekend staat als El Sierro, in het westen door de vallei van de rivier de Sil, in het zuidwesten door de berg Penedo Mayor (849 m) en het stuwmeer van Peñarrubia, in het zuiden door het Aquilianos-gebergte en in het westen door een vlakker gebied dat overgaat in het grondgebied van de buurgemeente Borrenes. Het meer van Carucedo en het Campanana-stuwmeer bieden water.
De hoogte varieert van 1020 meter in het zuidoosten (piek van Placías), in de buurt van de Mirador de Las Médulas, tot 400 meter aan de oevers van het stuwmeer van Peñarrubia. Het dorp ligt 501 meter boven de zeespiegel.